# Josh Inman
Josh Inman (Hillsboro, 13 marzo 1980) è un canottiere statunitense, vincitore della medaglia di bronzo nell'8 con a Pechino 2008.

## Palmarès
- Olimpiadi

Pechino 2008: bronzo nell'8 con.
- Campionati del mondo di canottaggio

2004 - Banyoles: bronzo nel 4 con.
2005 - Kaizu: oro nell'8 con.